# Espineta de gorja taronja
L'espineta de gorja taronja (Pycnoptilus floccosus) és una espècie d'ocell de la família dels acantízids (Acanthizidae) i única espècie del monotípic gènere Pycnoptilus.

## Hàbitat i distribució
Habita les muntanyes de Nova Guinea, al sòl cobert de fulles del dens bosc humit des de l'est de Nova Gal·les del Sud, cap al nord fins Sydney, cap al sud al sud de Victòria, cap a l'oest fins Melbourne i terra endins fins a les Serralades Australianes.